# Kiso (villaggio)
Kiso (木祖村?) è un villaggio giapponese della prefettura di Nagano.